# Психа (митологија)
Психа (грч. Psykhe) (лат. Psyche) је била грчка богиња душе. Она је прво била љубавница, па затим жена бога љубави Ероса.

## Митологија
У грчкој и римској митологији, Психа је била прелепа принцеза и била је смртница, у коју се лудо заљубио Ерос, а њена лепота била је толика да су верници почели да запостављају богињу лепоте Афродиту и њене храмове, коју је мучила завист, па је наредила свом сину Еросу да опчини Психу својим стрелама и учини да се она заљуби у најружнијег човека на свету.
Али Ерос се, уместо да опчини Психу и испуни мајчину заповест, заљубио у Психу. Ерос је, кришом одвео Психу на удаљено место, и тајно посећивао ноћу. Једне вечери, на наговор својих сестара, Психа је, када је Ерос дошао до ње, упалила лампу и видела лице Ероса, и тако сазнала ко је он. Ерос се разбеснео и напустио је Психу, после чега се она упутила по целом свету да га тражи, све док је није заробила Венера.
Ерос је ослободио Психу и оженио се са њом, а тада је Јупитер Психу начинио бесмртном дајући јој да пије пиће богова, аброзију.
Након тога се Психа и Ерос венчавају, а касније добија у дете Хедону, будућу богињу задовољства.
Психа је позната и из романа Златни магарац, који је написао римски филозоф у Говорник Апулеј у 2. веку, написан на латинском и у потпуности сачуван.